# Журнал про фотографію «5.6»

## Журнал про фотографію «5.6»
Журнал «5.6» — перший, незалежний часопис про фотографію в Україні, заснований Школою фотографії Віктора Марущенко в 2010 році.
Видання є не комерційним і поширюється безкоштовно в галереях, виставкових залах, культурних центрах, посольствах, а також по адресній розсилці.

## Історія створення
За словами фотографа, Віктора Марущенка, ідея створити журнал про фотографію «5.6» виникла «на фоні браку інформації та видань, які змогли б презентувати сучасні тенденції та напрямки в світовій фотографії».
Журнал не має певної естетичної спрямованості і знайомить читача з усіма напрямками сучасної фотографії. На сторінках журналу публікуються як світові, так і українські фотографи. Головна функція журналу – інформаційно-освітня.